# Riedetsweiler (Wald)
Riedetsweiler ist ein Teilort der Gemeinde Wald im Landkreis Sigmaringen in Baden-Württemberg, Deutschland.

## Geographie

### Geographische Lage
Das Dorf Riedetsweiler liegt etwa fünf Kilometer westlich von Pfullendorf.

### Ausdehnung des Gebiets
Die Gesamtfläche der Gemarkung Riedetsweiler beträgt 203,61 Hektar (Stand: 31. Dezember 2014).

## Geschichte

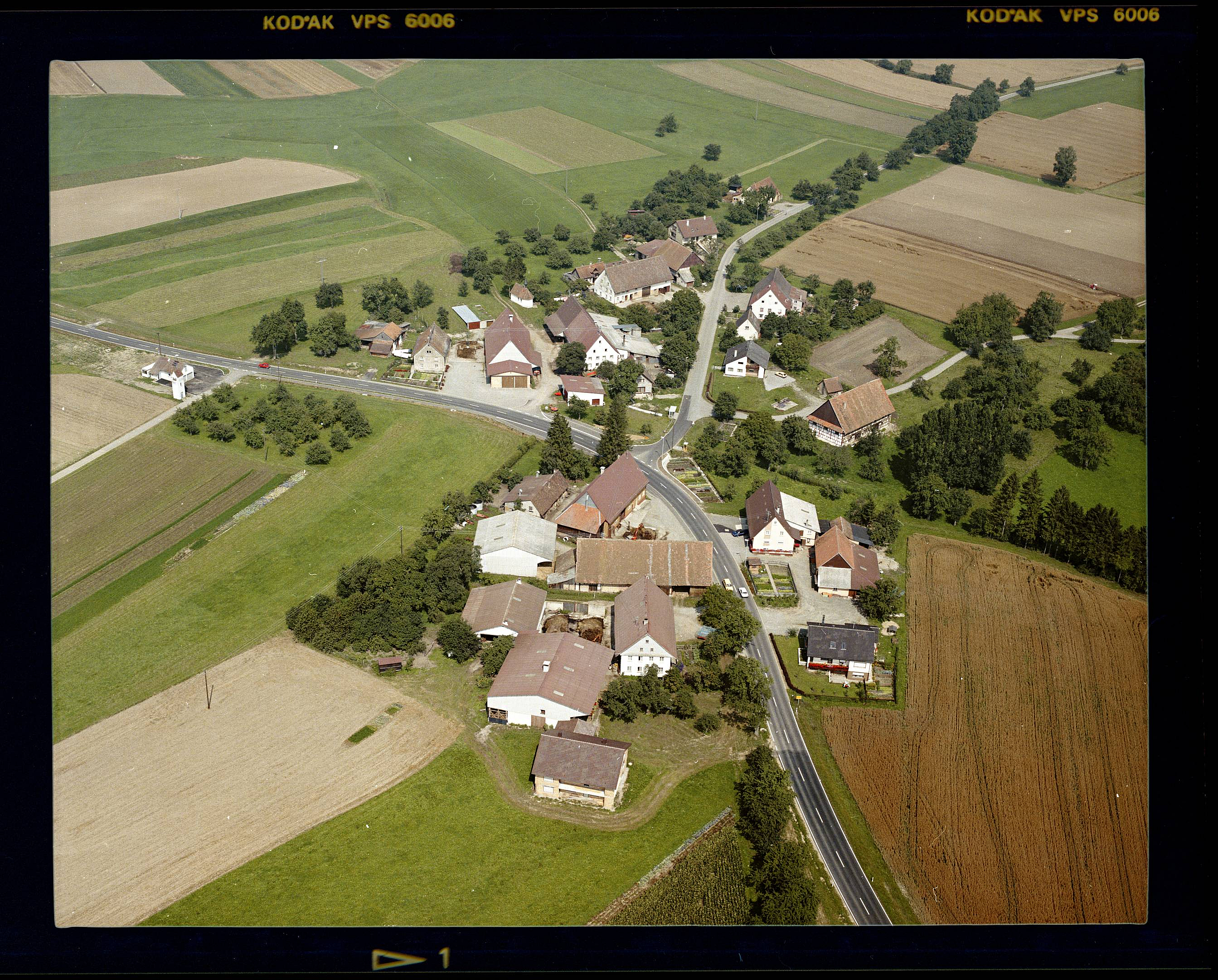
Riedetsweiler (1985)

Erstmals genannt wurde das Dorf im Jahre 1264 beim Auftreten von Marquart und Heinrich von Riedetsweiler. Der Ort lag ursprünglich im Bereich der Goldineshuntare, dann im Gau Ratoldesbuch und später in der Grafschaft Sigmaringen. 1270 erhielt das Kloster Wald Besitz im Ort, der bis Ende des Jahrhunderts ganz an dasselbe kommt. 1447 sind beim Kloster das Niedergericht und die Dorfherrschaft. Das Kloster blieb Ortsherr bis 1806, dann ging dessen Besitz auf Hohenzollern-Sigmaringen über. Die Inhaber der Grafenrechte wechselten mit den Inhabern der Grafschaft Sigmaringen, bis die Rechte 1783 mit der Schirmherrschaft über Kloster Wald von Hohenzollern-Sigmaringen an Österreich übergingen. 1806 fiel das Dorf wie das gesamte Walder Territorium durch die Säkularisation des Klosters aufgrund des Reichsdeputationshauptschlusses an das Fürstentum Hohenzollern-Sigmaringen und 1850 mit diesem als Hohenzollernsche Lande an Preußen. Ab 1806 gehörte Riedetsweiler also zum fürstlichen und 1850 bis 1862 zum preußischen Oberamt Wald, seitdem zum Oberamt bzw. seit 1925 Kreis Sigmaringen. Besitz und Rechte hatten im Ort im 13. Jahrhundert die Grafen von Veringen und die Herren von Reischach.
Am 1. Januar 1971 wurde die bis dahin selbstständige Gemeinde Riedetsweiler in die Gemeinde Wald eingegliedert.

### Einwohnerentwicklung
| Stand         | Einwohner |
| ------------- | --------- |
| 31. Dez. 2010 | 83        |
| 31. Dez. 2014 | 85        |

## Wappen
In gespaltenem Schild vorne in Schwarz ein doppelreihig rot-silbern geschachter Schrägbalken, hinten in Gold drei rote Hirschstangen übereinander.
Der Zisterzienserbalken bringt die einstige Zugehörigkeit zum Kloster Wald zum Ausdruck. Die drei roten Hirschstangen in goldenem Feld weisen auf die Grafen von Veringen, die im 13. Jahrhundert in Riedetsweiler Besitz hatten.

## Kultur und Sehenswürdigkeiten

### Bauwerke
- In Riedetsweiler befindet sich die Antoniuskapelle.

## Persönlichkeiten

### Söhne und Töchter des Ortsteils
- Theodor Zeller (* 12. Juli 1917 in Riedetsweiler), Professor und Pfarrer, beim Goldenen Priesterjubiläum im Juni 1998 wurden ihm die Ehrenbürgerrechte von Wald durch Bürgermeister Werner Müller verliehen.